# Patinação de velocidade nos Jogos Pan-Americanos de 2015 - 200 m contra o relógio masculino
A competição 200 m contra o relógio masculino da patinação de velocidade sobre rodas nos Jogos Pan-Americanos de 2015 foi disputada por doze patinadores na escola  católica São João Paulo II em Toronto no dia 12 de julho. 

## Calendário
Horário local (UTC-4).
| Data        | Horário | Fase  |
| ----------- | ------- | ----- |
| 12 de julho | 16:49   | Final |

## Medalhistas
| Ouro   | CHI Emanuelle Silva |
| Prata  | COL Pedro Causil    |
| Bronze | MEX Jorge Martínez  |

## Resultados
| Pos.              | Patinador           | Nacionalidade            | Tempo  |
| ----------------- | ------------------- | ------------------------ | ------ |
| Medalha de ouro   | Emanuelle Silva     | CHI Chile                | 16.138 |
| Medalha de prata  | Pedro Causil        | COL Colômbia             | 16.149 |
| Medalha de bronze | Jorge Martínez      | MEX México               | 16.355 |
| 4                 | Jhoan Guzman        | VEN Venezuela            | 16.385 |
| 5                 | Ezequiel Cappelleno | ARG Argentina            | 16.989 |
| 6                 | Javier Sepulveda    | PUR Porto Rico           | 17.184 |
| 7                 | Jarrett Paul        | USA Estados Unidos       | 17.257 |
| 8                 | Christopher Fiola   | CAN Canadá               | 17.588 |
| 9                 | Carlos Montoya      | CRC Costa Rica           | 17.621 |
| 10                | Odir Miranda        | ESA El Salvador          | 17.738 |
| 11                | Eduardo Mollinedo   | GUA Guatemala            | 17.908 |
| 12                | Mauricio García     | DOM República Dominicana | DNS    |